# Vila Maumeta
Vila Maumeta (manchmal nur Vila, auch Atauro Vila) ist einer der fünf Sucos der osttimoresischen Insel und Gemeinde Atauro.

## Geographie

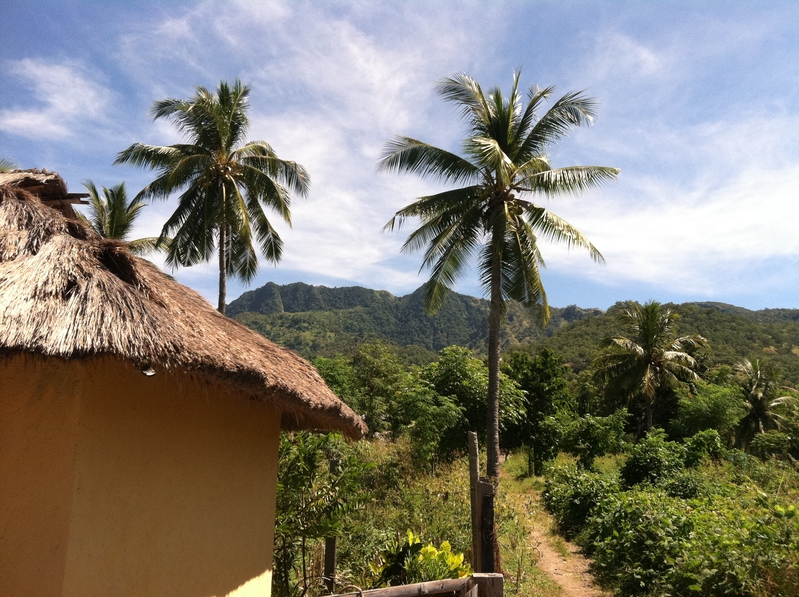
In Ilitecaraquia

Der Suco liegt im Südosten der Insel Atauro an der Küste der Straße von Wetar. Im Norden liegt der Suco Beloi, westlich und südlich der Suco Maquili. Ponta Era ist der östlichste Punkt des Sucos. Vor der Gebietsreform 2015 hatte Vila Maumeta eine Fläche von 4,17 km². Nun sind es 2,98 km², nachdem Gebiete an Maquili abgegeben wurden.
Der Suco teilt sich in die drei Aldeias Eclae, Ilimanu (Dadu'a für „Vogelberg“) und Ilitecaraquia.
Das Dorf Vila Maumeta (Atauro Vila) ist die größte Siedlung und Hauptort der Insel. Es teilt sich auf in die drei Ortsteile Eclae, Ilimanu und Ilitecaraquia (Iliticaria).

## Einwohner
Im Suco leben 1.796 Einwohner (2022), davon sind 938 Männer und 858 Frauen. Im Suco gibt es 331 Haushalte.
Fast 87 % der Einwohner geben Tetum Prasa als ihre Muttersprache an. Damit ist Vila Maumeta der einzige Suco Atauros, in dem kein Dialekt des Wetar (auch Atauru oder Adabe) von der Bevölkerungsmehrheit gesprochen wird. Nur Minderheiten sprechen die Wetardialekte Resuk, Raklungu, Rahesuk oder Dadu'a.

## Bauwerke und Infrastruktur
Im Suco befinden sich zwei Grundschulen, eine Berufsbildende Sekundarschule für Fischerei, einen Hubschrauberlandeplatz, eine Polizeistation, ein kommunales Gesundheitszentrum und einen kleinen Hafen.
Im Süden steht die kleine katholische Kirche Nossa Senhora do Rosario des Ortes. Die erheblich größere evangelische Kirche steht im Norden. Aus der indonesischen Besatzungszeit stammen die Überreste eines Bodenverlieses (portugiesisch Cadeia Antiga Sub Terraneo).

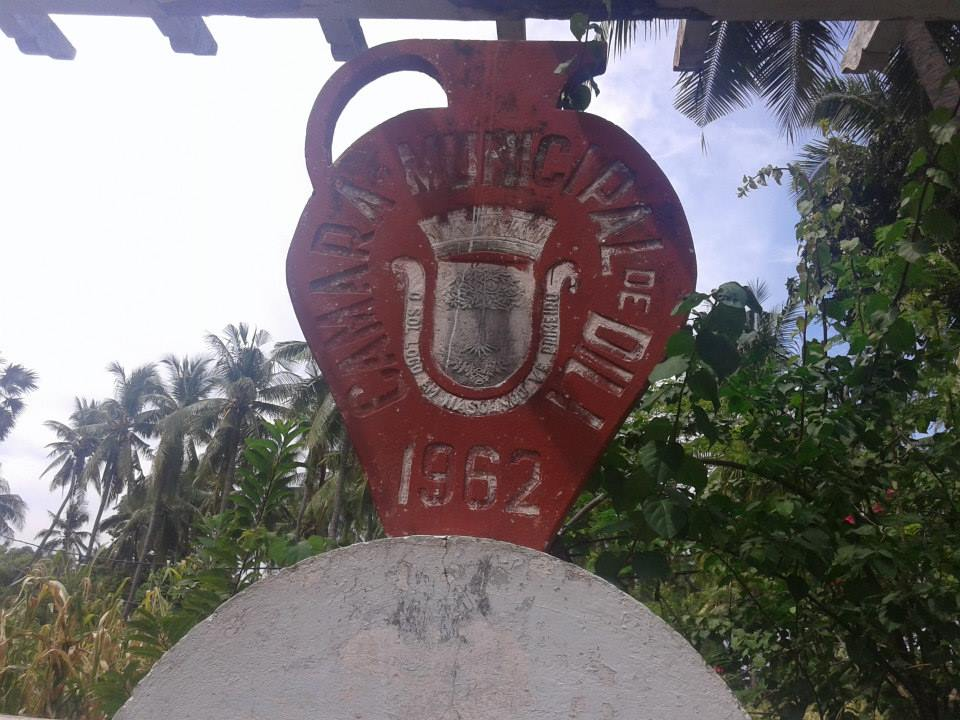
Denkmal von 1962 in Vila
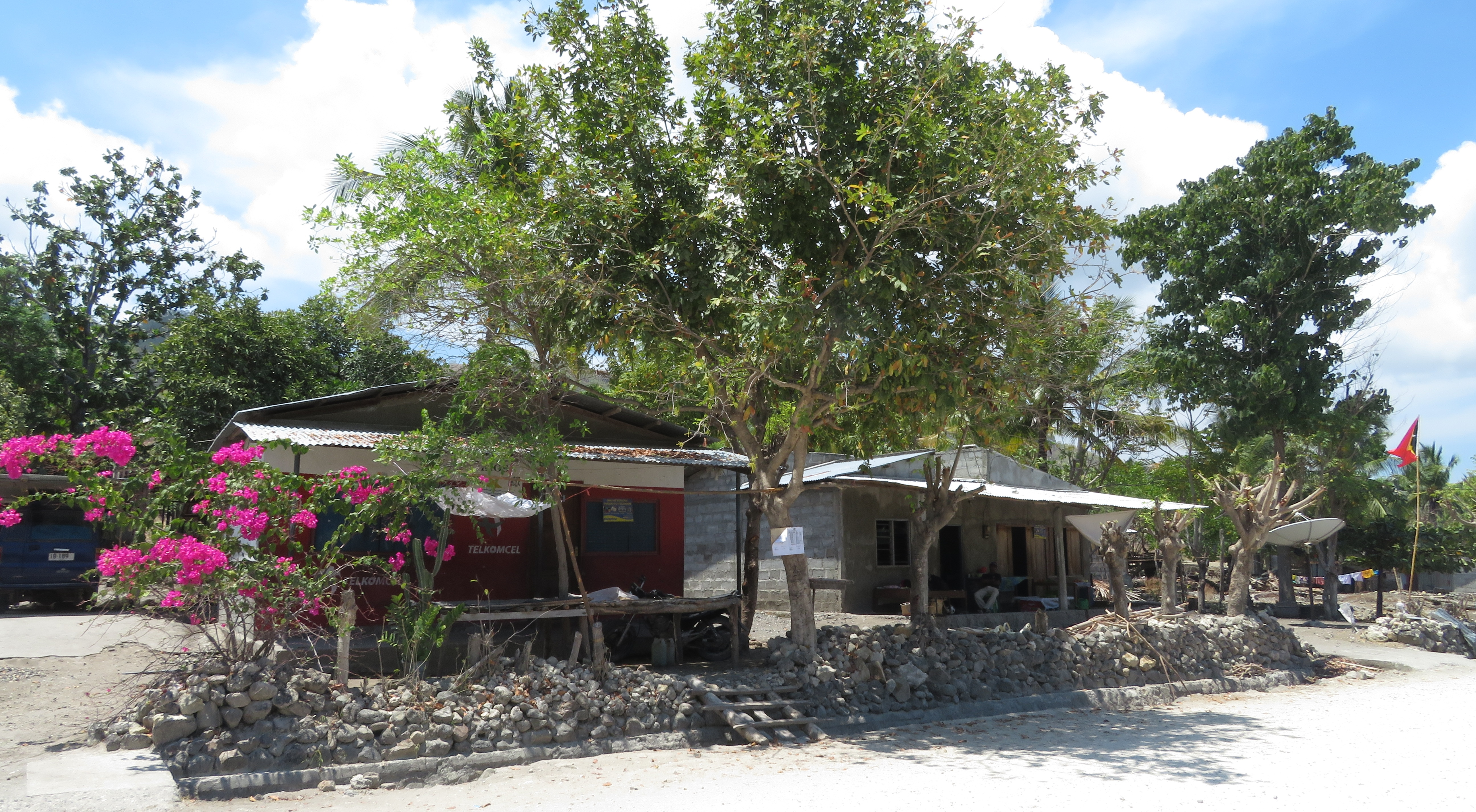
Geschäfte in der Hauptstraße
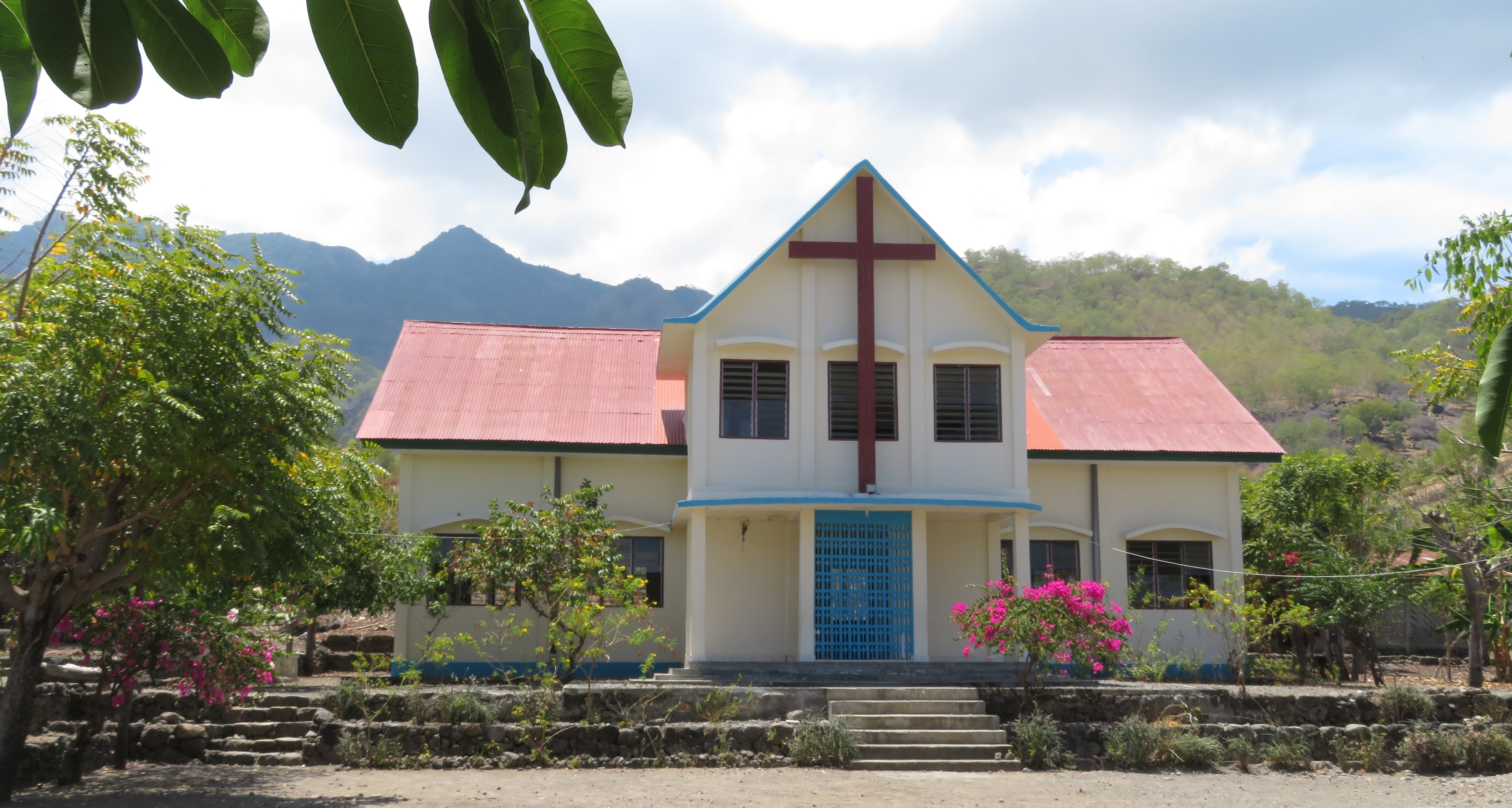
Evangelische Kirche in Ilitecaraquia
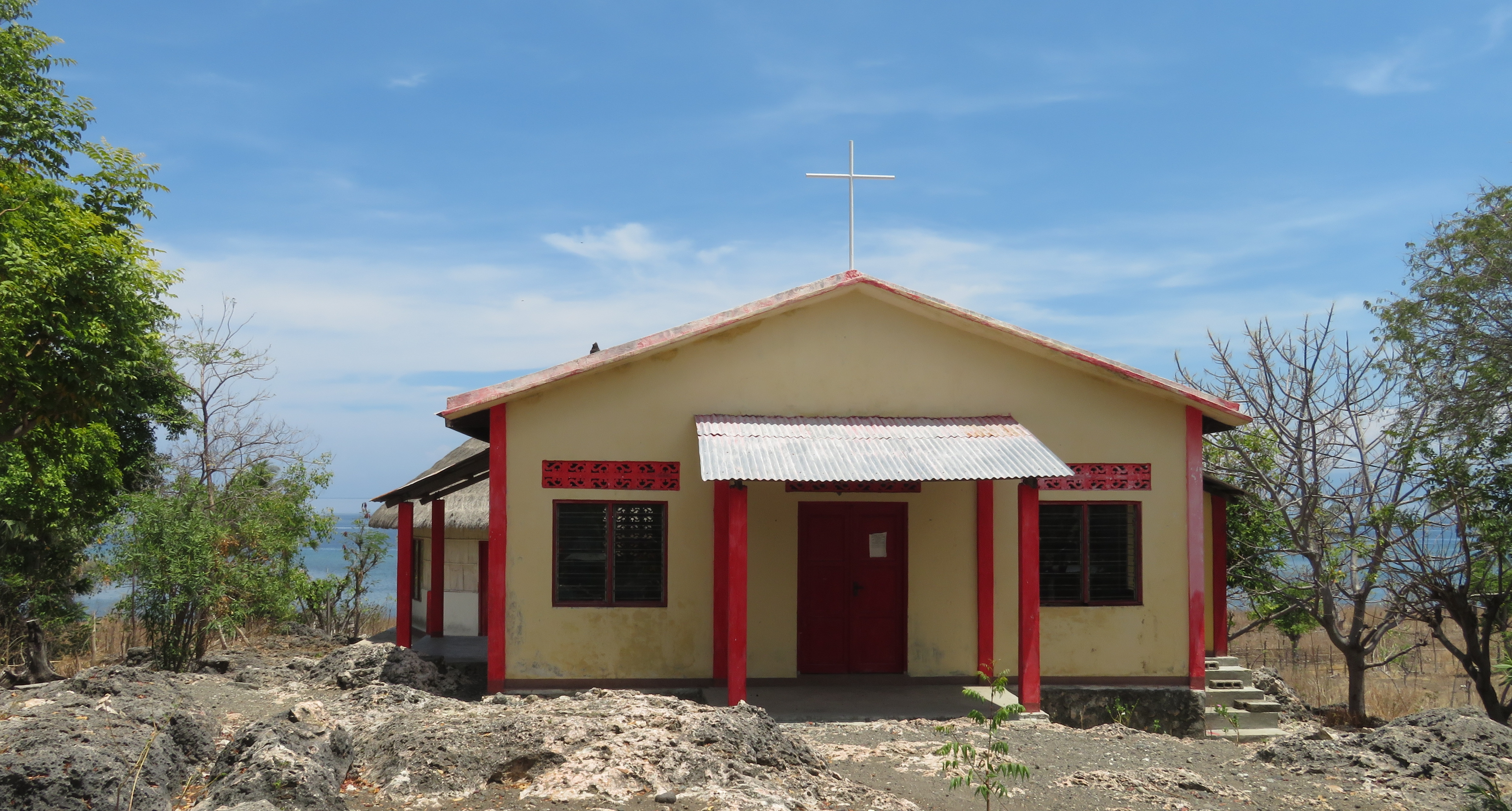
Katholische Kapelle in Ilitecaraquia
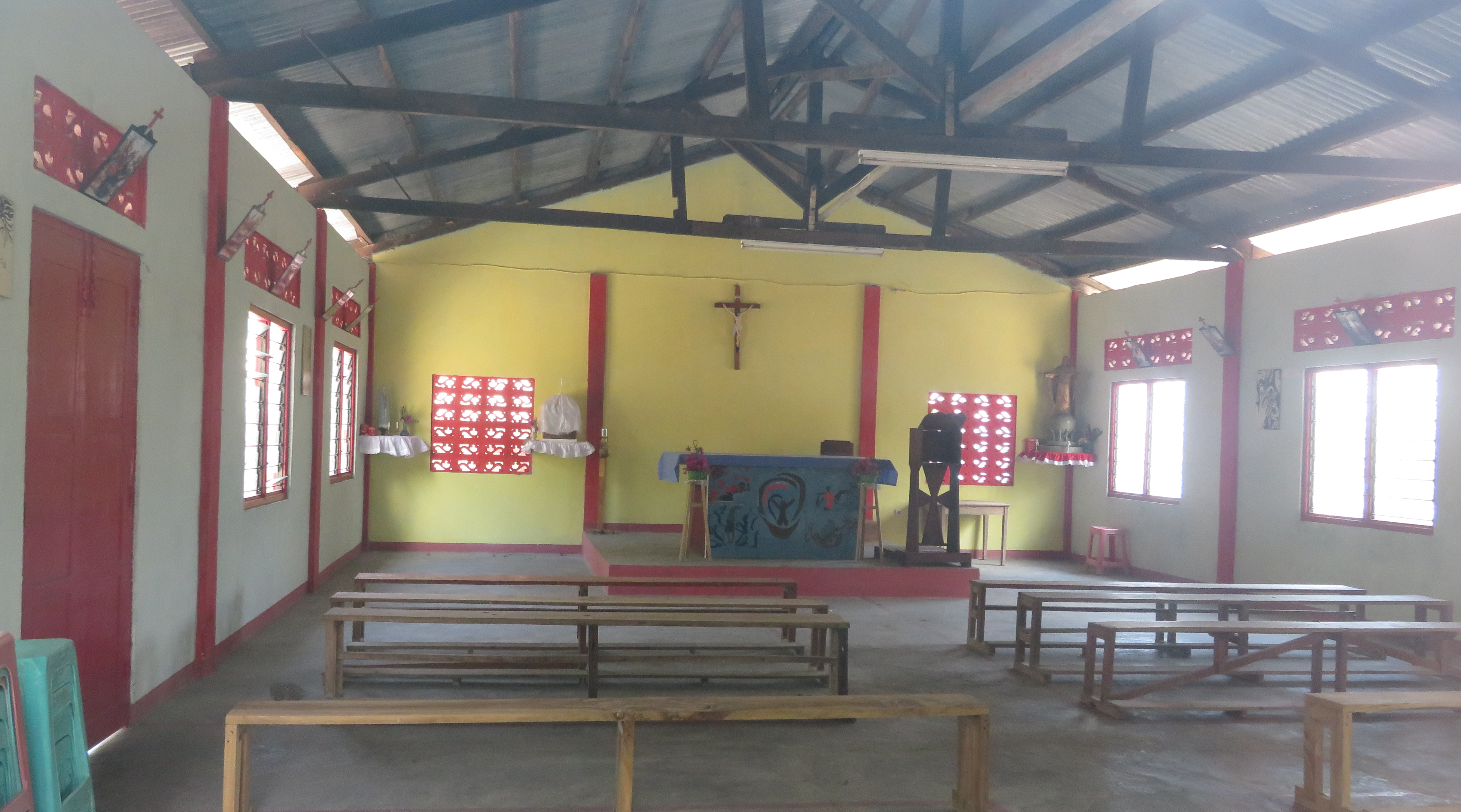
In der Kapelle
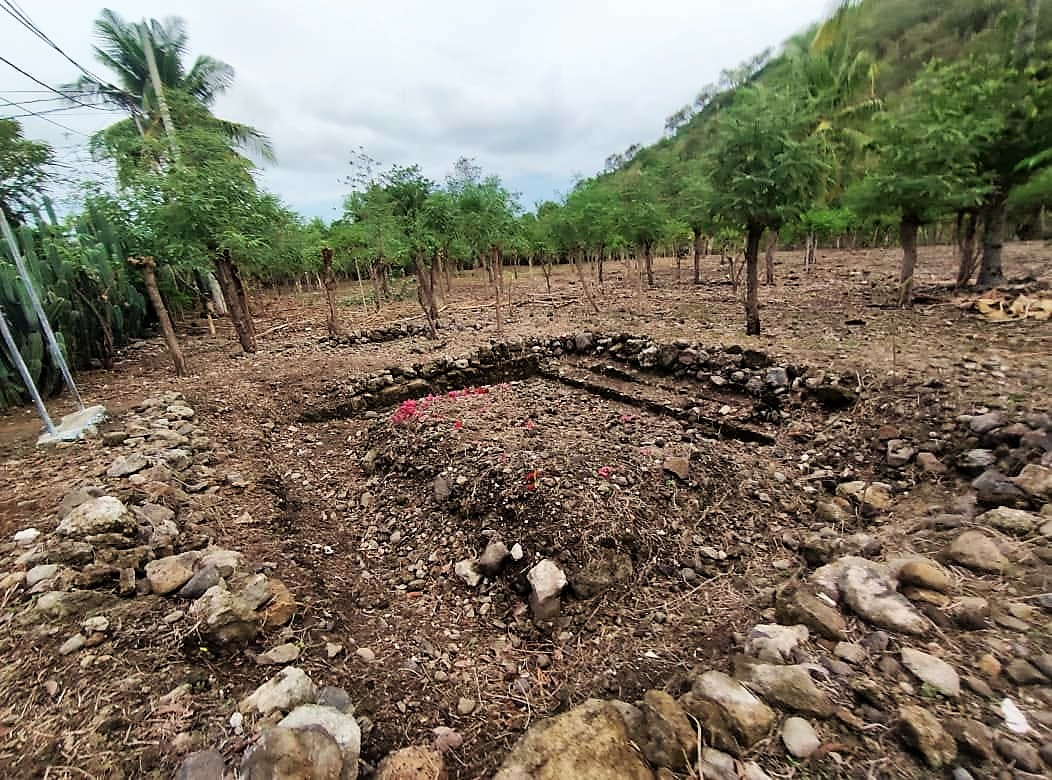
Cadeia Antiga Sub Terraneo

## Politik

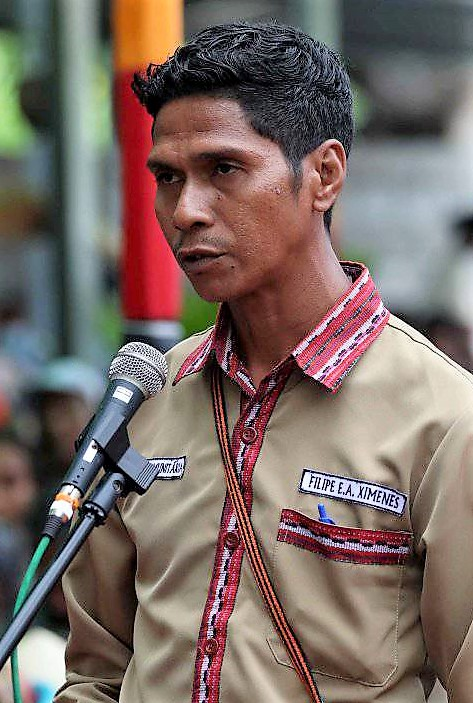
Filipe Andreas Excapenaques Ximenes (2022)

Bei den Wahlen von 2004/2005 wurde Faustino Gomes de Sousa zum Chefe de Suco gewählt. Bei den Wahlen 2009 gewann Augostu Barbosa, 2016 Filipe Andreas Excapenaques Ximenes und 2023 Jessé L. N. Mouzinho.